# Принцесса-лебедь: Тайна замка
«Принце́сса-ле́бедь 2: Побе́г из го́рного за́мка» (англ. The Swan Princess: Escape from Castle Mountain; другое название — Принцесса-лебедь: Тайна замка) — продолжение мультипликационного фильма «Принцесса-лебедь». Режиссёром вновь выступил Ричард Рич, выпуск мультфильма состоялся в 1997 году. В европейских странах (в том числе и в России) мультфильм был известен под названием «Принцесса-лебедь: Тайна замка» (англ. The Swan Princess: The Secret of the Castle).
В продолжении использованы переработанные кадры из предыдущего мультфильма, в особенности это видно во время исполнения песни «Любви моей волшебство» (англ. The Magic of Love). Это касается и музыкального оформления, например, когда Клавиус превращает королеву Юберту в различных животных, можно услышать музыкальную композицию «Драться, драться, драться» (англ. Practice, Practice, Practice).

## Сюжет
Принц Дерек и принцесса Одетт счастливо живут в замке на Лебедином озере, а вместе с ними их давние друзья: черепаха Скороход, лягушонок Жан-Прыг и тупик Лейтенант Пуффин. Но вот в королевстве появляется коварный злодей Клавиус, который всеми силами стремится заполучить магический шар, спрятанный в недрах замка. Он заманивает Дерека в ловушку, и Одетт, чтобы спасти своего возлюбленного, снова превращается в лебедя. При этом она делает решающий выбор. Удастся ли героям противостоять силам зла?

## Команда
Актёры
- Мишель Никастро — принцесса Одетт
- Дуглас Силлс — принц Дерек
- Джейк Уильямсон — Клавиус
- Кристи Лэндерс — королева Юберта
- Дональд Сэйдж Маккей — Жан-Прыг
- Даг Стоун — Скороход
- Стив Винович — Лейтенант Пуффин
- Джозеф Медрано — лорд Роджерс
- Джеймс Эррингтон — камергер
- Джои Кэймен — Наклс
- Оуэн Миллер — Бромли
- Рози Манн — ведьма Бриджит

Создатели
Кинорежиссёр — Ричард Рич
Продюсеры — Ричард Рич, Джаред Ф. Браун
Исполнительные продюсеры — Селдон О. Янг, Джаред Ф. Браун, К. Дуглас Мартин
Сопродюсеры — Терри Л. Носс, Томас Дж. Тобин
Сюжет — Ричард Рич, Брайан Ниссен
Автор сценария — Брайан Ниссен
Композитор — Лекс де Азеведо
Стихи — Лекс де Азеведо, Клифф Ромни
Главный редактор — Джеймс Д. Кофорд
Производственный менеджер — Бретт Хэйден

## Песни
- «Любви моей волшебство» (англ. The Magic of Love) исполняет Мишель Никастро
- «Делают всё для друзей» (англ. That's What You Do for a Friend) исполняют Мишель Никастро, Стив Винович, Даг Стоун, Дональд Сейдж Маккей
- «И вы мне рады» (англ. You Gotta Love It) исполняет Майкл Лэннинг
- «Больше, чем вечно» (англ. Far Longer than Forever) (в конце титров) исполняют Мишель Никастро, Кеннет Коуп
- «Наш страх Рэп» (англ. No Fear Rap) исполняют Мишель Никастро, Джейк Уильямсон, Даг Стоун, Дональд Сейдж Маккей, Джоуи Кэмен, Дуглас Силлс, Кристи Лэндерс, Стив Винович, Джозеф Медрано, Джеймс Эррингтон

## Релиз
Мультфильм был выпущен ограниченным тиражом в июле 1997 года, но провалился в прокате, собрав в итоге всего $273 644. Спустя два месяца после релиза, в сентябре 1997 года, мультфильм был выпущен на VHS. А в 1999 году вышло подарочное VHS-издание, включавшее в себя все три мультфильма из серии «Принцесса-лебедь». В феврале 2004 года в Европе было выпущено DVD-издание, содержащие все три мультфильма и бонус-диск с песнями. 18 августа 2009 года в США было выпущено DVD-издание мультфильма.